# Sundridge (Ontario)
Sundridge es un pueblo canadiense situado en la provincia de Ontario.

## Superficie
Sundridge tiene una superficie de 2,25 km².

## Demografía
En 2021, tenía 938 habitantes, una densidad poblacional de 417,7 hab./km², y 458 viviendas.